# Bookhead EP
Bookhead EP — мини-альбом хип-хоп-супергруппы JJ Doom, состоящий из реперов MF Doom и Jneiro Jarel, вышедший 17 февраля 2014 года на лейбле Lex Records. Мини-альбом содержит 9 песен из переиздания предыдущего альбома Key to the Kuffs, имевшее название Butter Edition
Альбом был переиздан на виниле 22 мая 2017 года

## Музыка и тексты
В альбоме поучаствовал Том Йорк и Джонни Гринвуд из группы Radiohead в треке Retarded Fren.Песня была записана в рамках сборника, посвященного десятилетию лейбла Lex Records. Ранее Том выпустил ремикс на песню Gazzillion Ear из альбома Born Like This. По смерти Думилье в 2020 году, Йорк выложил в интернет новую версию Gazzillion Ear, чтобы почтить память ушедшего репера
В альбоме всего одна песня, имеющая семпл. Такой песней стала Pause Tape, имеющая в себе фрагмент из песни Zombi (Main Theme) группы Fabio Frizzi.
Первая часть альбома содержит новые песни с другими исполнителями, в то время как вторая часть — ремиксы.

## Критический приём
Нейт Патрин для Pitchfork писал об мини-альбоме следующее : «Key to the Kuffs вырос в совершенство за пять лет с момента своего выхода. Все ещё может показаться немного странным слышать MF DOOM, но это только добавляет больше вони его трюковым подачам — как его внутренности как он рифмовал и его тематическое злодейство, которое никогда не чувствовалось более домашним. Jneiro Jarel никогда не заходил так далеко, как Madlib, и не подрывал классический хип-хоп и R&B. DOOM, чьи биты не боялись быть по крайней мере немного нервирующими, всего на ступень ниже потенциала для организации шумной толпы Западного побережья. Возможно, Butter Edition, выпущенное через год после оригинального августовского 2012 года тиража Key to the Kuffs. Этот релиз, получает ещё одну возможность жить благодаря Lex Records. Он на самом деле ничем не отличается от Butter Edition, который вышел несколько лет назад, но он заслуживает ещё одного раунда как один из лучших релизов, включающих имя DOOM в этом десятилетии»

## Трек лист
| №                   | Название                                               | Длительность |
| ------------------- | ------------------------------------------------------ | ------------ |
| 1.                  | «Bookhead»                                             | 1:59         |
| 2.                  | «Pause Tape»                                           | 2:06         |
| 3.                  | «The Signs (при участии Gone the Hero)»                | 1:28         |
| 4.                  | «Viberion Son (при участии Del the Funky Homosapien)»  | 3:34         |
| 5.                  | «Rhymin Slang (Dave Sitek Remix)»                      | 2:38         |
| 6.                  | «Guv'nor (BADBADNOTGOOD Remix)»                        | 2:52         |
| 7.                  | «Retarded Fren (Thom Yorke & Jonny Greenwood version)» | 3:17         |
| 8.                  | «Bookfiend (Clams Casino version)»                     | 2:53         |
| 9.                  | «Banished (Beck Remix)»                                | 4:04         |
| Общая длительность: | Общая длительность:                                    | 24:54        |